# فيل هاريمان
فيل هاريمان هو سياسي أمريكي، ولد في 1 فبراير 1955 في بيدفورد في الولايات المتحدة. نشط حزبياً في الحزب الجمهوري. وقد انتخب عضو مجلس ولاية مين ‏.